# Abanatus
Abanatus is een geslacht van hooiwagens uit de familie Assamiidae.
De wetenschappelijke naam Abanatus is voor het eerst geldig gepubliceerd door Roewer in 1950. 

## Soorten
Abanatus is monotypisch en omvat slechts de volgende soort:
- Abanatus beloti